# 和平符号

此符號最早是英国核裁军运动的符號，現通称“和平符號”或“反战符号”

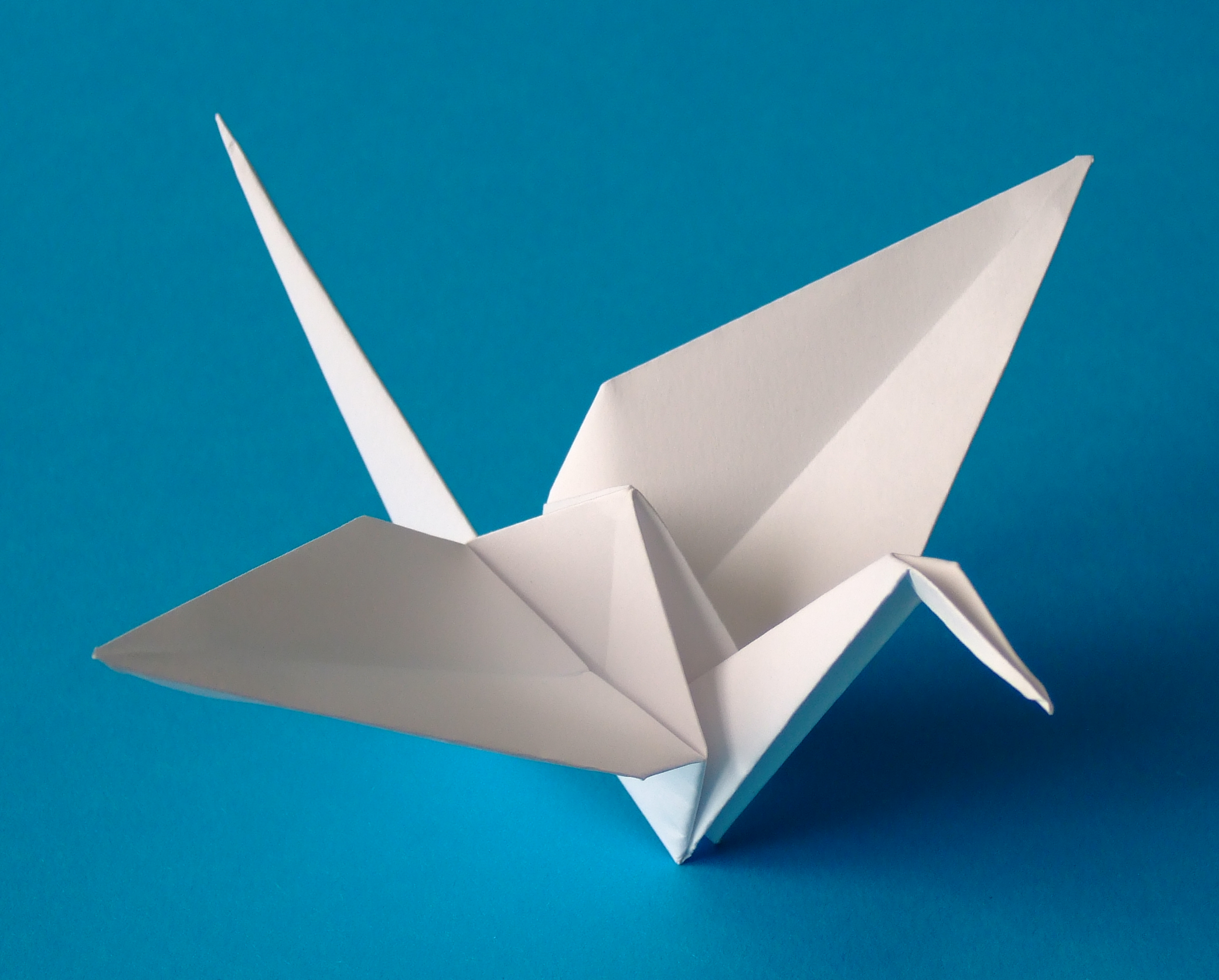
千纸鹤，在佐佐木祯子的祯子与千羽鹤的影响下，它传达美好祝愿、祈愿和平的意义跨越了文化

和平符號，即象征和平的事物。在不同的文化和歷史时期，有着不同的和平符號。早期的基督徒用和平鸽及橄欖枝作為和平符號。畢卡索创作的和平鸽形象使和平鸽与橄榄枝的象征意义推广至全世界。1950年代格拉德·霍尔顿为英国核裁军运动设计的標誌，以其英语别名“（和平符號）”而廣為人知，该符号由一豎、反轉V字和圓形組成，其中一豎与反轉V字分别代表旗语中的字母“N”与“D”，即（核）与 （裁軍）的首字母，同时也在影射油画《1808年5月3日的枪杀》中火枪枪口前手无寸铁的农民。该符号後來也被美國及其他地區的非主流文化及反戰人士接受。
在当代，V字手势及和平旗也逐渐被國際接受为通用的和平符號。
和平符号在Unicode编码下位于雜項符號部分，为U+262E ☮ PEACE SYMBOL。

## 橄榄枝

### 早期使用

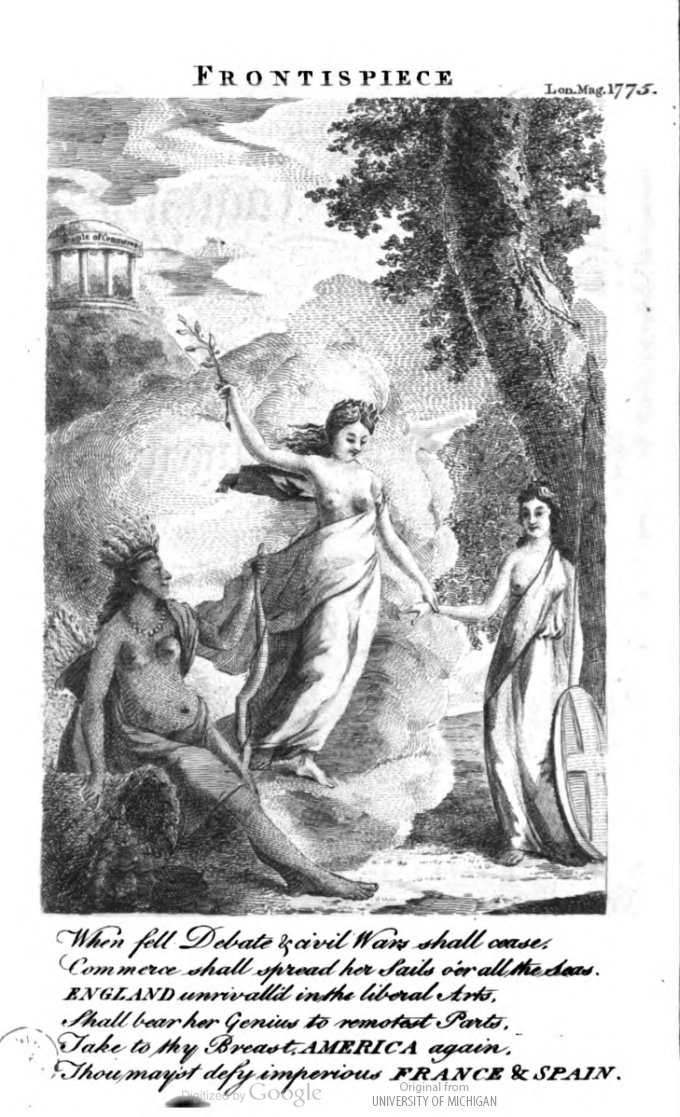
1775年1月《伦敦杂志》的一幅版画，描绘和平女神将橄榄枝带往美国和不列颠

西方文化使用橄榄枝作为和平的象征的历史至少可以追溯到公元前5世纪的希腊。希腊人认为橄榄枝代表着富足，并且能够驱赶恶灵。橄榄枝也是希腊和平女神厄瑞涅（在罗马神话中称为帕克斯）的持有物之一，罗马帝国使用的钱币上也印有她与橄榄枝的画像。
罗马诗人维吉尔在《埃涅阿斯纪》也将橄榄枝用作和平的象征：
特洛亚领袖埃涅阿斯站在高高的船头，

手里举着和平的橄榄枝，

回答道：“你眼前看到的是特洛亚人，

我们手中的武器是对付拉丁人的，

他们傲慢无礼，竟对我们这些无家可归的人宣战。

我们要找的是厄凡德尔。

请你告诉他，特洛亚人选举出来的领袖们来请求同他结成军事联盟。”
罗马人认为战争与和平二者之间存在着紧密的联系。战争之神玛尔斯也被罗马人视作和平之神，罗马帝国后期的钱币上亦印有他手持橄榄枝的图像。古罗马史学家阿庇安曾描写过罗马将军小西庇阿的敌人在努曼廷战争中手持橄榄枝的场面，以及迦太基的哈斯德鲁巴一世手持橄榄枝的场面。

### 后期演变

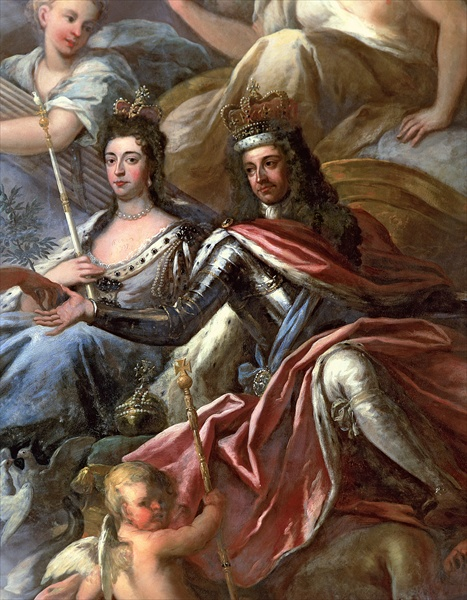
詹姆斯·桑希尔绘制的《和平与自由战胜暴政》的一部分

17世纪的诗人同样将橄榄枝视为和平的象征。一枚流通于1644年的查理一世金币上印有君主手持长剑和橄榄枝的画像。18世纪的英国钱币大都印有手持长矛和橄榄枝的不列颠尼亚。
位于格林尼治的英国老皇家海军学院藏有《和平与自由战胜暴政》，一幅由英国皇家詹姆斯·桑希尔所画的寓言画，描绘了签署了英国权利法案的威廉三世和玛丽二世在天堂登基的场面。在这幅寓言画中，带着鸽子和羊羔，象征和平的女性将橄榄枝递予威廉三世，而后者将象征自由帽子递给君主專制盛行的欧洲。威廉的下方是被他打败的法王路易十四。
1775年1月《伦敦杂志》的头版刊登了一幅象征和平的女性携带橄榄枝从商业圣殿乘云而下的版画。同年7月，大陆会议向英王递交了《橄欖枝請願書》以求避免爆发战争。
美国官方大纹章上也印有橄榄枝。国会秘书查尔斯·汤姆森解释称：“橄榄枝和箭分别代表了国会掌有和平和战争的权力”。

## 和平鸽与橄榄枝

### 基督教的使用
用鸽子代表和平的历史可以追溯至早期的基督教，他们所记录下的洗礼仪式中往往伴有鸽子的出现。

《新約聖經》在描述耶稣受洗时将聖靈比作鸽子
。基督徒还认为洗礼和大洪水有相似之处。约公元一世纪末创作的彼得前書中称：“这水所表明的洗礼、现在藉着耶稣基督复活”
。而罗马帝国的特土良将大洪水之后的鸽子与大洪水本身作比较：“[鸽子]被从方舟中送出，随后带着橄榄枝回到方舟上，向世界宣布神之怒已缓和。圣灵在洗礼中以鸽子的形式，带着神的和平从天而降”。

## V字手势
V字手势（Unicode编码为U+270C ✌ VICTORY HAND）的做法是除食指及中指竖起外其他手指向手心弯曲，这一手势在二战中被广泛用作胜利的象征。1960年代反对越南战争的抗议者曾使用这一手势象征和平，今日的反战抗议者仍使用其象征和平。